# Diastylis hexaceros
Diastylis hexaceros är en kräftdjursart som beskrevs av John Todd Zimmer 1908. Diastylis hexaceros ingår i släktet Diastylis och familjen Diastylidae. Inga underarter finns listade i Catalogue of Life.